# 青岛龙族
青岛龙族（学名：Tsintaosaurini）是原产于欧亚大陆的基础鸭嘴龙科赖氏龙亚科的一个族。它目前只含有青岛龙（来自中国）和似凹齿龙（来自西班牙）两个属。匙龙也来自于晚白垩世的西班牙，以前归类于似凹齿龙，它也可能是一种青岛龙族，因为它与后者有关联；最近的一些研究也表明，它可能确实与似凹齿龙有关。